# Принцеза Софија од Грчке и Данске
Принцеза Софија од Грчке и Данске (грчки: Σοφια; 26. јуна 1914. - 24. новембра 2001.) била је четврто дијете и најмлађа ћерка принца Андреја од Грчке и Данске и принцезе Алисе од Батенберга. Принц Филип, војвода од Единбурга био је њен млађи брат. Софија је рођена у вили Мон Репос на острву Крф у Грчкој.

## Породица
Софијин отац био је четврти син грчког краља Ђорђа I и велике кнегиње Олге Константиновне из Русије.
Године 1913, извршен је атентат на Софијиног деду, краља Ђорђа I, а 1917. године већина грчке краљевске породице отишла је у егзил када је њен стриц, краљ Константин I, свргнут у корист свог млађег сина, краља Александра. Породица се вратила у Грчку након кратког враћања Константина на престо када је Александар умро 1920, али је поново отишао када је абдицирао 1922, инаугуришући још краћу владавину Константиновог најстаријег сина, Ђорђа II. Прогнана са краљем Ђорђем 1924. године, грчка монархија је обновљена 1935. године, до тада се Софија удала и подизала породицу у Немачкој.
Током ових периода изгнанства Софија, њени родитељи, браћа и сестре живели су у иностранству у оскуднијим, мада никад непријатним околностима, понекад у хотелима, а понекад код рођака у Француској, Енглеској или Немачкој. Крајем 1920-их, њена мајка Алиса постајала је све ментално нестабилнија. На крају напуштена, Алиса је лутала Европом све док, након смрти у авионској несрећи Софијине сестре, Сесилије, новембра 1937, није наставила контакт са својом децом и умрла.
У међувремену, Софијин отац је остао у контакту са својом децом, али је живео одвојено од њих, насељавајући се у Монаку. Софи и њене сестре живеле су под бригом и на рачун рођака, све четири принцезе удале су се за немачке принчеве између децембра 1930. и августа 1931. Њихов брат Филип, који још није имао 10 година, послат је у разне интернате, а касније и у Британску поморска академија.